# Anna Mituś
Anna Mituś (ur. 1975) – kuratorka, badaczka, krytyczka sztuki i tłumaczka związana z Wrocławiem. Redaktorka naczelna magazynu o sztuce współczesnej "BIURO", stypendystka MKiDN w 2015 r. Od 2003 r. do końca 2021 r. pracowała w BWA Wrocław.

## Życiorys
W latach 1994–1999 studiowała germanistykę, a w latach 1998–2003 historię sztuki na Uniwersytecie Wrocławskim.
Od 2003 r. była związana z BWA Wrocław, w którym początkowo pracowała na stanowisku specjalistki ds. public relations (2003–2013), a następnie jako redaktorka naczelna czasopisma "Biuro. Organu prasowego BWA Wrocław" (od 2013 r., ale funkcję tę pełni od momentu założenia pisma w 2008 r.). Do końca 2021 r. była kuratorką i kierowniczką galerii BWA Wrocław Główny.
W latach 2010–2014 była członkinią Rady Artystycznej Dolnośląskiego Towarzystwa Zachęty Sztuk Pięknych.

## Działalność krytyczna i badawcza
Teksty krytyczne publikowała m.in. w Obiegu, Umelec Magazine, Odrze i Szumie, a także w Formacie, Art & Business czy piśmie Exit. Ma w swoim dorobku także teksty naukowe oraz tłumaczenia z j. niemieckiego.
Prowadziła magazyn o sztuce, kulturze wizualnej i designie Biuro. Pierwszy numer pisma ukazał się w 2009 r. i zatytułowany był Piękni w kryzysie
Przygotowuje książkę Transparentna historia. Polskie szkło artystyczne.

## Działalność kuratorska
- Cała Polska. Wyprawa do źródeł sztuki (nieinstytucjonalne przestrzenie sztuki w Polsce), BWA Wrocław, 2019-2020[4],
- Odjazd, BWA Wrocław, 2019 (wraz z Markiem Puchałą, Katarzyną Roj i Joanną Stembalską)[5],
- Michał Szlaga – Fotografowałem polskiego króla, Galeria Awangarda BWA Wrocław, 2018-2019[6][7]; CSW Łaźnia, Gdańsk, 2019[8],
- Od Sztucznej rzeczywistości do selfie. Autoportret w polskiej sztuce współczesnej, BWA Wrocław, 2017 (wraz z Pawłem Jarodzkim),
- Honorata Martin – Bóg Małpa, BWA Wrocław, 2015; BWA Zielona Góra, 2016; Gdańska Galeria Miejska, 2016[9],
- Dzikie pola. Historia awangardowego Wrocławia, Zachęta – Narodowa Galeria Sztuki, 2015; Ludwig Museum - Museum of Contemporary Art, Budapeszt, Węgry, 2016 (wraz z: Michałem Dudą, Anką Herbut, Pawłem Piotrowiczem, Adrianą Prodeus, Sylwią Serafinowicz, Piotrem Stasiowskim)[10][11],
- Skóra, La Maison de la Photographie, Lille, Francja, 2013; BWA Wrocław, 2015 (wraz z Łukaszem Rusznicą)[12][13][14][15],
- Janek Simon – Podróże na Wschód i na Południe, BWA Wrocław, 2014[16],
- Maciej Bączyk – Europa TM, BWA Wrocław, 2014,
- Magazyn Luxus, Muzeum Współczesne Wrocław, 2013 (wraz z Piotrem Stasiowskim)[17][18],
- Kama Sokolnicka – Disappoint of view, BWA Wrocław, Galeria Awangarda, 2012,
- Być jak Sędzia Główny, BWA Wrocław, 2010 (wraz z Joanną Stembalską)[19],
- Dla dzieci i dla dorosłych = For Kids and Adults, BWA Wrocław, 2011; Salon Muzeum Sztuki Współczesnej, Belgrad, Serbia 2011 (wraz z Dušicą Dražić, Uną Popović i Joanną Stembalską)[20],
- Karolina Freino – How are you?, galeria Studio BWA Wrocław, 2011 (wraz z Piotrem Stasiowskim)[21],
- Traktat o rysunku czyli Powrót do ustawień początkowych, BWA Wrocław, 2010-2011,
- Kama Sokolnicka – O bieli, elipsie i nudzie, galeria Studio BWA Wrocław, 2009[22],
- Shadows of humor. Przykra sprawa-czeska wystawa, BWA Wrocław, 2006; Galeria Bielska BWA, 2006,
- 6. Krajowa Wystawa Malarstwa Młodych, 7. Konkurs im. Eugeniusza Gepperta, BWA Wrocław, 2005.

## Wybrane publikacje

### Teksty krytyczne
- Byliśmy/Once We Were, "Szum" nr 6, 2014, s. 138-141.
- Podsumowanie 2013, "Szum" 29.12.2013[23]
- Stąd też źle widać, część druga, "Obieg", 1.04.2012[24]
- Stąd też źle widać, część pierwsza, "Obieg", 24.03.2012[24]
- Olimpiada sztuki pod hasłem "Tworzenie światów", w: Wenecja nie umiera, "Obieg" 22.07.2009[25]
- Ciesz się swoim złudzeniem, "Format" nr 56, 2009, s. 62-63.
- Idealne miasto to martwe miasto, "Opcje" nr 4, 2006, s. 112-113.
- Głośniejsi od sztuki – szkoła kuratorów, "Format" nr 4, 2005, s. 12-14.
- Pokazać Wrocław, "Format" nr 3/4, 2003, s. 104-105.
- Sztuka codzienności, "Format" nr 1/2, 2003, s. 8-9.
- Japońska laka, "Art & Business" nr 12, 2003, s. 44-45.
- Śląskie srebro, "Art & Business" nr 10, 2003, s. 68.
- Bawi go, "Art & Business" nr 10, 2003, s. 58.
- Krzysztof Skarbek. Wykopaliska z przyszłości, "Art & Business" nr 1-2, 2003, s. 66-68.
- Wrocław w Europie, "Art & Business" nr 1-2, 2003, s. 62.
- Sztuka zakrywania, "Art & Business" nr 1-2, 2003, s. 60.
- Skarbek. Dziś wieczorem z naszym czarownikiem idziemy do galerii, "Exit. Nowa sztuka w Polsce" nr 1, 2002, s. 2560-2569.
- Le Paris en gris, "Format" 1/4, 2002, s. 52-53.
- W cieniu awangardy, "Art & Business" nr 10, 2002, s. 53-54.
- Orwat prezentuje się doskonale, "Format" nr 3/4, 2001, s. 95.
- Krzątanina, "Format" nr 3/4, 2001, s. 93-94.

### Książki, katalogi wystaw
- Anna Mituś, Michał Szlaga. Fotografowałem polskiego króla, [Miejsce nieznane] : [wydawca nieznany], [2018].
- Honorata Martin. Bóg Małpa, red. Honorata Martin, Anna Mituś, Wrocław : BWA Wrocław Galerie Sztuki Współczesnej, 2016.
- Anna Mituś, Piotr Stasiowski, Agresywna niewinność. Historia grupy Luxus, Wrocław : BWA Galerie Sztuki Współczesnej, 2014.
- Maciej Bączyk. Europa TM, red. Maciej Bączyk, Anna Mituś, Paweł Kuligowski, Wrocław : BWA Wrocław Galerie Sztuki Współczesnej, 2014.
- Kama Sokolnicka. Disappoint of view, tekst Anna Mituś, Wrocław : BWA Wrocław, 2012.
- Traktat o rysunku czyli Powrót do ustawień początkowych, red. Anna Mituś, Wrocław : BWA, 2010.
- Aurora – pomiędzy nocą a dniem, Wrocław : BWA Wrocław – Galerie Sztuki Współczesnej, 2007.
- A. Wajda. Banbury. Zdarzenia na brygu, red. Anna Mituś, Wrocław : Biuro Wystaw Artystycznych – Galerie Sztuki Współczesnej, 2007.
- Shadows of humor. Przykra sprawa – czeska wystawa, red. William Hollister, Anna Mituś, Wrocław : BWA Wrocław, Galerie Sztuki Współczesnej, 2006.
- Ewa Pełka. Moja przestrzeń, red. Anna Mituś, Wrocław : BWA Wrocław – Galerie Sztuki Współczesnej, 2005.
- 6. Krajowa Wystawa Malarstwa Młodych, 7. Konkurs im. Eugeniusza Gepperta, red. Anna Mituś, Wrocław : BWA Wrocław-Galerie Sztuki Współczesnej. Galeria Awangarda, 2005.
- Wrocław i okolice, red. Anna Mituś, Wrocław : BWA Wrocław – Galerie Sztuki Współczesnej, 2003.

### Inne publikacje
- Marcin Ludwin, Funkcjonowanie po końcu. Rozmowa z Markiem Puchałą i Anną Mituś, "Szum" 15.03.2019, https://magazynszum.pl/funkcjonowanie-po-koncu-rozmowa-z-markiem-puchala-i-anna-mitus/.
- William Hollister, Między feudalną władzą a emancypacją sztuki, rozm. przepr. Anna Mituś, "Opcje" nr 1, 2007, s. 38-41.
- Termin "neorenesans niemiecki" a wrocławskie budownictwo rezydenzjonalne ostatniej ćwierci XIX wieku, "Dzieła i Interpretacje" nr 9, 2004, s. 101-128, 188-190.

### Tłumaczenia
- Friedrich Georg Jünger, E[rnst] T[heodor] A[madeus] Hoffmann, "Arcana" nr 3, 2002, s. 85-92.
- Friedrich Georg Jünger, E.T.A. Hoffman, "Kronos" nr 3, 2014, s. 25-32.

## Nagrody i wyróżnienia
W 2015 otrzymała stypendium Ministra Kultury i Dziedzictwa Narodowego.
W 2024 została jedną z laureatek Nagrody Krytyki Artystycznej im. Jerzego Stajudy przyznawanej przez Zachętę – Narodową Galerię Sztuki.